# Brdski lovor
Brdski lovor (kalifornijski lovor, lat. Umbellularia), brdski lovor je rod korisnog zimzelenog drveća iz porodice lovorovki, čija je jedina vrsta kalifornijski lovor, raširen uz pacifičku obalu Sjeverne Amerike, od Oregona do Sinaloe i poluotoka Baja California
Drvo naraste do 30 metara visine. U prošlosti su ga u mnoge svrhe koristili kalifornijski Indijanci Salinan, Konkow, Chumash, Yuki, Pomo, Miwok i drugi

## Galerija
- U. californica
- U. californica
- U. californica
- U. californica
- U. californica